# فمیلی‌هود
فمیلی‌هود (انگلیسی: Familyhood؛‏ کره‌ای: 굿바이 싱글) فیلم کمدی درام محصول سال ۲۰۱۶ کره جنوبی به کارگردانی کیم ته گون و با بازی کیم هه سو است.

## بازیگران

### اصلی
- کیم هه سو در نقش گو جو یون
- ما دونگ سوک در نقش پارک پیونگ گو